# James Vincenzo Capone
Richard James Hart (narozen jako James Vincenzo Capone; 1892 Angri Itálie – 1. října 1952) byl nejstarší bratr Ala Capona, nejznámějšího chicagského zločince dvacátých a třicátých let 20. století.

## Život
V šestnácti letech odešel z domova a odstěhoval se z Brooklynu do Nebrasky, údajně proto, že se chtěl dát k cirkusu. Pracoval na tom, aby ztratil svůj brooklynský přízvuk a zároveň se snažil maskovat svůj italský původ. Za první světové války vstoupil do armády, kde získal hodnost poručíka.
Po válce si změnil jméno na Richarda Jamese Harta, zčásti na počest své oblíbené hvězdy westernových filmů, Williama S. Harta. V roce 1919 se oženil a krátce nato se stal federálním agentem vyšetřujícím zločiny spojené s prohibicí a usídlil se v Homeru v Nebrasce, kde se úspěšně účastnil řady razií proti ilegálním výrobcům alkoholu. V polovině dvacátých let vypátrali novináři jeho příbuzenský vztah s proslulým chicagským zločincem a následná publicita jej přinutila se i s rodinou z Homeru odstěhovat.
V roce 1926 se stal speciálním agentem ve službách Úřadu pro záležitosti indiánů a byl přidělen do čejenské rezervace v Jižní Dakotě, kde měl dokonce jednou na starost ochranu prezidenta Calvina Coolidge s rodinou při jejich návštěvě Black Hills. Později byl přeložen do rezervace Spokanů ve státě Washington. Vedle pronásledování narušitelů zákona z řad indiánů a dopadání výrobců načerno pálené whisky mu bylo za dobu jeho působení zde také přisuzováno zatčení nejméně dvaceti hledaných vrahů. Nějaký čas také strávil jako strážce zákona v rezervaci Nez Perce v Plummeru v Idahu.
Do Homeru se vrátil jako federální agent v roce 1931. Po tom, co byla o dva roky později prohibice zrušena, se stal smírčím soudcem. Zemřel 1. října 1952 ve věku šedesáti let na infarkt.